# یاشونووو (شهرستان اوگوستوف)
یاشونووو (به لاتین: Jasionowo) یک روستا در لهستان است که در گمینا لیپسک واقع شده‌است.